# Liste der Nummer-eins-Hits in Ungarn (2018)
Dies ist eine Liste der Nummer-eins-Hits in Ungarn im Jahr 2018. Sie basiert auf der Top 40 album-, DVD- és válogatáslemez-lista und der Rádiós Top 40 játszási lista der Magyar Hanglemezkiadók Szövetsége (Mahasz), dem ungarischen Vertreter der International Federation of the Phonographic Industry.

## Singles
| ← 2017 ← | Liste der Nummer-eins-Hits in Ungarn | Liste der Nummer-eins-Hits in Ungarn | Liste der Nummer-eins-Hits in Ungarn | 2019 →                    |
| \| Zeitraum \| Wo. ges. \| Interpret \| Titel Autor(en) \| Zusätzliche Informationen \| \| (Zeitraum, Wochen auf Platz eins, Interpret, Titel, Autor[en], zusätzliche Informationen) \| \| \| \| \| \| ----------------------------------------------------------------------------------------- \| -------- \| ---------------------------------- \| --------------------------------------------------------------------------------------------------------------------------------------------------------------------------------- \| ------------------------- \| \| 15. Dezember 2017 – 8. Februar 2018 8 Wochen (insgesamt 11) \| 11 \| Camila Cabello feat. Young Thug \| Havana Louis Russell Bell, Camila Cabello, Adam Feeney, Brittany Hazzard, Brian D. Lee, Brandon Perry, Alexandra Leah Tamposi, Jeffrey Williams, Pharrell Williams, Andrew Wotman \| – \| \| 9. Februar 2018 – 15. Februar 2018 1 Woche \| 1 \| Maroon 5 feat. SZA \| What Lovers Do Benjamin Dyer Diehl, Jason Gregory Evigan, Brittany Talia Hazzard, Adam Noah Levine, Oladayo Oyinlola Olatunji, Victor Rådström, Solána Rowe, Elina Gunhild Stridh \| – \| \| 16. Februar 2018 – 22. Februar 2018 1 Woche (insgesamt 11) \| 11 \| Camila Cabello feat. Young Thug \| Havana Louis Russell Bell, Camila Cabello, Adam Feeney, Brittany Hazzard, Brian D. Lee, Brandon Perry, Alexandra Leah Tamposi, Jeffrey Williams, Pharrell Williams, Andrew Wotman \| – \| \| 23. Februar 2018 – 8. März 2018 2 Wochen \| 2 \| Selena Gomez & Marshmello \| Wolves Louis Russell Bell, Selena Marie Gomez, Brian Lee, Christopher Comstock, Carl Austin Rosen, Alexandra Leah Tamposi, Andrew Wotman \| – \| \| 9. März 2018 – 5. April 2018 4 Wochen (insgesamt 10) \| 10 \| Robin Schulz feat. James Blunt \| OK Steve Mac, Robin Schulz, James Blunt, Maureen Anne McDonald, Junkx \| – \| \| 6. April 2018 – 19. April 2018 2 Wochen (insgesamt 11) \| 11 \| Camila Cabello feat. Young Thug \| Havana Louis Russell Bell, Camila Cabello, Adam Feeney, Brittany Hazzard, Brian D. Lee, Brandon Perry, Alexandra Leah Tamposi, Jeffrey Williams, Pharrell Williams, Andrew Wotman \| – \| \| 20. April 2018 – 17. Mai 2018 4 Wochen \| 4 \| Lost Frequencies & Zonderling \| Crazy David B. Boudestein, Flix De Laet, Allan Eshuijs, Natalia Koronowska, Martijn Van Sonderen \| – \| \| 18. Mai 2018 – 7. Juni 2018 3 Wochen \| 3 \| Jax Jones feat. Ina Wroldsen \| Breathe Osisioma Uzoechi Emenike, Timucin Fabian Aluo, Will Clarke, Frank Anthony Gibson, Ina Christine Wroldsen \| – \| \| 8. Juni 2018 – 21. Juni 2018 2 Wochen \| 2 \| David Guetta & Sia \| Flames Christopher Kenneth Braide, Sia Kate Furler \| – \| \| 22. Juni 2018 – 26. Juli 2018 5 Wochen \| 5 \| Calvin Harris & Dua Lipa \| One Kiss Dua Lipa, Jessie Reyez, Adam Richard Wiles \| – \| \| 27. Juli 2018 – 9. August 2018 2 Wochen \| 2 \| Robin Schulz feat. Marc Scibilia \| Unforgettable Junkx, Robin Schulz, Nolan Sipe, Marc Scibilia \| – \| \| 10. August 2018 – 20. September 2018 6 Wochen \| 6 \| Lost Frequencies feat. James Blunt \| Melody Ammar Malik, Felix Safran de Laet, Steve Mac \| – \| \| 21. September 2018 – 1. November 2018 6 Wochen (insgesamt 8) \| 8 \| Clean Bandit feat. Demi Lovato \| Solo Demitria Lovato, Fred Gibson, Camille Angelina Purcell, Grace Elizabeth Chatto, Jack Robert Patterson, Luke Patterson \| – \| \| 2. November 2018 – 22. November 2018 3 Wochen (insgesamt 5) \| 5 \| Dynoro & Gigi D’Agostino \| In My Mind Ivan James Gough, Georgina Kristine Noelle Kingsley, Carlo Montagner, Paolo Sandrini, Luigino Di Agostino, Aden Phoenix Forte, Diego Leoni, Josh Soon \| – \| \| 23. November 2018 – 6. Dezember 2018 2 Wochen (insgesamt 4) \| 4 \| Calvin Harris & Sam Smith \| Promises Samuel Frederick Smith, Adam Richard Wiles, Jessie Reyez \| – \| \| 7. Dezember 2018 – 20. Dezember 2018 2 Wochen (insgesamt 8) \| 8 \| Clean Bandit feat. Demi Lovato \| Solo Demitria Lovato, Fred Gibson, Camille Angelina Purcell, Grace Elizabeth Chatto, Jack Robert Patterson, Luke Patterson \| – \| \| 21. Dezember 2018 – 3. Januar 2019 2 Wochen (insgesamt 5) \| 5 \| Dynoro & Gigi D’Agostino \| In My Mind Ivan James Gough, Georgina Kristine Noelle Kingsley, Carlo Montagner, Paolo Sandrini, Luigino Di Agostino, Aden Phoenix Forte, Diego Leoni, Josh Soon \| – \| |                                      |                                      | |                           |
| ← 2017 |                                      |                                      | | → 2019 →                  |
| Zeitraum | Wo. ges.                             | Interpret                            | Titel Autor(en) | Zusätzliche Informationen |
| (Zeitraum, Wochen auf Platz eins, Interpret, Titel, Autor[en], zusätzliche Informationen) |                                      |                                      | |                           |
| 15. Dezember 2017 – 8. Februar 2018 8 Wochen (insgesamt 11) | 11                                   | Camila Cabello feat. Young Thug      | Havana Louis Russell Bell, Camila Cabello, Adam Feeney, Brittany Hazzard, Brian D. Lee, Brandon Perry, Alexandra Leah Tamposi, Jeffrey Williams, Pharrell Williams, Andrew Wotman | –                         |
| 9. Februar 2018 – 15. Februar 2018 1 Woche | 1                                    | Maroon 5 feat. SZA                   | What Lovers Do Benjamin Dyer Diehl, Jason Gregory Evigan, Brittany Talia Hazzard, Adam Noah Levine, Oladayo Oyinlola Olatunji, Victor Rådström, Solána Rowe, Elina Gunhild Stridh | –                         |
| 16. Februar 2018 – 22. Februar 2018 1 Woche (insgesamt 11) | 11                                   | Camila Cabello feat. Young Thug      | Havana Louis Russell Bell, Camila Cabello, Adam Feeney, Brittany Hazzard, Brian D. Lee, Brandon Perry, Alexandra Leah Tamposi, Jeffrey Williams, Pharrell Williams, Andrew Wotman | –                         |
| 23. Februar 2018 – 8. März 2018 2 Wochen | 2                                    | Selena Gomez & Marshmello            | Wolves Louis Russell Bell, Selena Marie Gomez, Brian Lee, Christopher Comstock, Carl Austin Rosen, Alexandra Leah Tamposi, Andrew Wotman                                          | –                         |
| 9. März 2018 – 5. April 2018 4 Wochen (insgesamt 10) | 10                                   | Robin Schulz feat. James Blunt       | OK Steve Mac, Robin Schulz, James Blunt, Maureen Anne McDonald, Junkx | –                         |
| 6. April 2018 – 19. April 2018 2 Wochen (insgesamt 11) | 11                                   | Camila Cabello feat. Young Thug      | Havana Louis Russell Bell, Camila Cabello, Adam Feeney, Brittany Hazzard, Brian D. Lee, Brandon Perry, Alexandra Leah Tamposi, Jeffrey Williams, Pharrell Williams, Andrew Wotman | –                         |
| 20. April 2018 – 17. Mai 2018 4 Wochen | 4                                    | Lost Frequencies & Zonderling        | Crazy David B. Boudestein, Flix De Laet, Allan Eshuijs, Natalia Koronowska, Martijn Van Sonderen                                                                                  | –                         |
| 18. Mai 2018 – 7. Juni 2018 3 Wochen | 3                                    | Jax Jones feat. Ina Wroldsen         | Breathe Osisioma Uzoechi Emenike, Timucin Fabian Aluo, Will Clarke, Frank Anthony Gibson, Ina Christine Wroldsen                                                                  | –                         |
| 8. Juni 2018 – 21. Juni 2018 2 Wochen | 2                                    | David Guetta & Sia                   | Flames Christopher Kenneth Braide, Sia Kate Furler | –                         |
| 22. Juni 2018 – 26. Juli 2018 5 Wochen | 5                                    | Calvin Harris & Dua Lipa             | One Kiss Dua Lipa, Jessie Reyez, Adam Richard Wiles | –                         |
| 27. Juli 2018 – 9. August 2018 2 Wochen | 2                                    | Robin Schulz feat. Marc Scibilia     | Unforgettable Junkx, Robin Schulz, Nolan Sipe, Marc Scibilia | –                         |
| 10. August 2018 – 20. September 2018 6 Wochen | 6                                    | Lost Frequencies feat. James Blunt   | Melody Ammar Malik, Felix Safran de Laet, Steve Mac | –                         |
| 21. September 2018 – 1. November 2018 6 Wochen (insgesamt 8) | 8                                    | Clean Bandit feat. Demi Lovato       | Solo Demitria Lovato, Fred Gibson, Camille Angelina Purcell, Grace Elizabeth Chatto, Jack Robert Patterson, Luke Patterson                                                        | –                         |
| 2. November 2018 – 22. November 2018 3 Wochen (insgesamt 5) | 5                                    | Dynoro & Gigi D’Agostino             | In My Mind Ivan James Gough, Georgina Kristine Noelle Kingsley, Carlo Montagner, Paolo Sandrini, Luigino Di Agostino, Aden Phoenix Forte, Diego Leoni, Josh Soon                  | –                         |
| 23. November 2018 – 6. Dezember 2018 2 Wochen (insgesamt 4) | 4                                    | Calvin Harris & Sam Smith            | Promises Samuel Frederick Smith, Adam Richard Wiles, Jessie Reyez | –                         |
| 7. Dezember 2018 – 20. Dezember 2018 2 Wochen (insgesamt 8) | 8                                    | Clean Bandit feat. Demi Lovato       | Solo Demitria Lovato, Fred Gibson, Camille Angelina Purcell, Grace Elizabeth Chatto, Jack Robert Patterson, Luke Patterson                                                        | –                         |
| 21. Dezember 2018 – 3. Januar 2019 2 Wochen (insgesamt 5) | 5                                    | Dynoro & Gigi D’Agostino             | In My Mind Ivan James Gough, Georgina Kristine Noelle Kingsley, Carlo Montagner, Paolo Sandrini, Luigino Di Agostino, Aden Phoenix Forte, Diego Leoni, Josh Soon                  | –                         |

## Alben
| ← 2017 ← | Liste der Nummer-eins-Hits in Ungarn | Liste der Nummer-eins-Hits in Ungarn | Liste der Nummer-eins-Hits in Ungarn | 2019 → |
| \| Zeitraum \| Wo. ges. \| Interpret \| Titel \| Zusätzliche Informationen \| \| (Zeitraum, Wochen auf Platz eins, Interpret, Titel, zusätzliche Informationen) \| \| \| \| \| \| ------------------------------------------------------------------------------ \| -------- \| -------------------------- \| --------------------------------- \| --------------------------------------------------------------------------------------------------------------------------------------------------------------------------------------------------------------------------------- \| \| 29. Dezember 2017 – 11. Januar 2018 2 Wochen (insgesamt 3) \| 3 \| Tankcsapda \| Aréna Koncert \| – \| \| 12. Januar 2018 – 18. Januar 2018 1 Woche \| 1 \| Ákos \| Arany \| – \| \| 19. Januar 2018 – 25. Januar 2018 1 Woche \| 1 \| Dalriada \| Nyárutó \| – \| \| 26. Januar 2018 – 1. Februar 2018 1 Woche (insgesamt 5) \| 5 \| Ákos \| Szintirock – Dupla Aréna 2016 \| – \| \| 2. Februar 2018 – 29. März 2018 8 Wochen \| 8 \| Edda Művek \| Dalok a testnek, dalok a léleknek \| – \| \| 30. März 2018 – 5. April 2018 1 Woche (insgesamt 6) \| 6 \| Kowalsky meg a Vega \| Kilenc \| – \| \| 6. April 2018 – 12. April 2018 1 Woche (insgesamt 3) \| 3 \| Road \| A tökéletesség hibája \| – \| \| 13. April 2018 – 19. April 2018 1 Woche \| 1 \| Kalapács \| Örökfekete \| – \| \| 20. April 2018 – 26. April 2018 1 Woche (insgesamt 3) \| 3 \| Road \| A tökéletesség hibája \| – \| \| 27. April 2018 – 10. Mai 2018 2 Wochen (insgesamt 4) \| 4 \| Ossian \| Nyitott szívvel \| – \| \| 11. Mai 2018 – 28. Juni 2018 7 Wochen \| 7 \| Punnany Massif \| PMXV \| – \| \| 29. Juni 2018 – 12. Juli 2018 2 Wochen \| 2 \| Honeybeast \| Élet a Marson \| – \| \| 13. Juli 2018 – 2. August 2018 3 Wochen (insgesamt 4) \| 4 \| (Verschiedene Interpreten) \| Strand Fesztivál 2018 \| – \| \| 3. August 2018 – 16. August 2018 2 Wochen (insgesamt 6) \| 6 \| Kowalsky meg a Vega \| Kilenc \| – \| \| 17. August 2018 – 30. August 2018 2 Wochen (insgesamt 4) \| 4 \| (Verschiedene Interpreten) \| Strand Fesztivál 2018 \| – \| \| 31. August 2018 – 13. September 2018 2 Wochen (insgesamt 4) \| 4 \| Ossian \| Nyitott szívvel \| – \| \| 14. September 2018 – 20. September 2018 1 Woche (insgesamt 3) \| 3 \| Road \| A tökéletesség hibája \| – \| \| 21. September 2018 – 25. Oktober 2018 5 Wochen (insgesamt 6) \| 6 \| Ákos \| Hazatalál \| – \| \| 26. Oktober 2018 – 8. November 2018 2 Wochen \| 2 \| Ganxsta Zolee és a Kartel \| Helldorado újratöltve \| – \| \| 9. November 2018 – 15. November 2018 1 Woche (insgesamt 6) \| 6 \| Ákos \| Hazatalál \| – \| \| 16. November 2018 – 22. November 2018 1 Woche \| 1 \| Tankcsapda \| 2012–2018 \| Drei Jahrzehnte gibt es die Hardrockband aus Debrecen schon, mit drei Kompilationen feierten sie das Jubiläum und belegten damit die ersten drei Plätze der Albumcharts. \| \| 23. November 2018 – 6. Dezember 2018 2 Wochen \| 2 \| Tankcsapda \| 1989–1999 \| Nach einer Woche tauschten die Kompilationen die Plätze. \| \| 7. Dezember 2018 – 13. Dezember 2018 1 Woche \| 1 \| Rúzsa Magdolna \| Aduász \| Zum fünften Mal seit 2006 steht Ex-Pop-Idol und ESC-Sängerin Magdi Rúzsa an der Spitze der Albumcharts. \| \| 14. Dezember 2018 – 20. Dezember 2018 1 Woche (insgesamt 2) \| 2 \| Hooligans \| Jég hátán \| Zum vierten Mal in Folge und zum achten Mal insgesamt steht die Band aus Szerencs im Nordosten Ungarns im 21. Jahr ihres Bestehens auf Platz 1. \| \| 21. Dezember 2018 – 3. Januar 2019 2 Wochen \| 2 \| Edda Művek \| 44 év \| Seit 44 Jahren gibt es die Rockband und obwohl im Schnitt fast jedes Jahr ein Album von Edda Művek in die Charts kommt, ist es erst das dritte Nummer-eins-Album in den letzten 28 Jahren. Dafür ist es das zweite in einem Jahr. \| |                                      |                                      |                                      | |
| ← 2017 |                                      |                                      |                                      | → 2019 → |
| Zeitraum | Wo. ges.                             | Interpret                            | Titel                                | Zusätzliche Informationen |
| (Zeitraum, Wochen auf Platz eins, Interpret, Titel, zusätzliche Informationen) |                                      |                                      |                                      | |
| 29. Dezember 2017 – 11. Januar 2018 2 Wochen (insgesamt 3) | 3                                    | Tankcsapda                           | Aréna Koncert                        | – |
| 12. Januar 2018 – 18. Januar 2018 1 Woche | 1                                    | Ákos                                 | Arany                                | – |
| 19. Januar 2018 – 25. Januar 2018 1 Woche | 1                                    | Dalriada                             | Nyárutó                              | – |
| 26. Januar 2018 – 1. Februar 2018 1 Woche (insgesamt 5) | 5                                    | Ákos                                 | Szintirock – Dupla Aréna 2016        | – |
| 2. Februar 2018 – 29. März 2018 8 Wochen | 8                                    | Edda Művek                           | Dalok a testnek, dalok a léleknek    | – |
| 30. März 2018 – 5. April 2018 1 Woche (insgesamt 6) | 6                                    | Kowalsky meg a Vega                  | Kilenc                               | – |
| 6. April 2018 – 12. April 2018 1 Woche (insgesamt 3) | 3                                    | Road                                 | A tökéletesség hibája                | – |
| 13. April 2018 – 19. April 2018 1 Woche | 1                                    | Kalapács                             | Örökfekete                           | – |
| 20. April 2018 – 26. April 2018 1 Woche (insgesamt 3) | 3                                    | Road                                 | A tökéletesség hibája                | – |
| 27. April 2018 – 10. Mai 2018 2 Wochen (insgesamt 4) | 4                                    | Ossian                               | Nyitott szívvel                      | – |
| 11. Mai 2018 – 28. Juni 2018 7 Wochen | 7                                    | Punnany Massif                       | PMXV                                 | – |
| 29. Juni 2018 – 12. Juli 2018 2 Wochen | 2                                    | Honeybeast                           | Élet a Marson                        | – |
| 13. Juli 2018 – 2. August 2018 3 Wochen (insgesamt 4) | 4                                    | (Verschiedene Interpreten)           | Strand Fesztivál 2018                | – |
| 3. August 2018 – 16. August 2018 2 Wochen (insgesamt 6) | 6                                    | Kowalsky meg a Vega                  | Kilenc                               | – |
| 17. August 2018 – 30. August 2018 2 Wochen (insgesamt 4) | 4                                    | (Verschiedene Interpreten)           | Strand Fesztivál 2018                | – |
| 31. August 2018 – 13. September 2018 2 Wochen (insgesamt 4) | 4                                    | Ossian                               | Nyitott szívvel                      | – |
| 14. September 2018 – 20. September 2018 1 Woche (insgesamt 3) | 3                                    | Road                                 | A tökéletesség hibája                | – |
| 21. September 2018 – 25. Oktober 2018 5 Wochen (insgesamt 6) | 6                                    | Ákos                                 | Hazatalál                            | – |
| 26. Oktober 2018 – 8. November 2018 2 Wochen | 2                                    | Ganxsta Zolee és a Kartel            | Helldorado újratöltve                | – |
| 9. November 2018 – 15. November 2018 1 Woche (insgesamt 6) | 6                                    | Ákos                                 | Hazatalál                            | – |
| 16. November 2018 – 22. November 2018 1 Woche | 1                                    | Tankcsapda                           | 2012–2018                            | Drei Jahrzehnte gibt es die Hardrockband aus Debrecen schon, mit drei Kompilationen feierten sie das Jubiläum und belegten damit die ersten drei Plätze der Albumcharts.                                                          |
| 23. November 2018 – 6. Dezember 2018 2 Wochen | 2                                    | Tankcsapda                           | 1989–1999                            | Nach einer Woche tauschten die Kompilationen die Plätze. |
| 7. Dezember 2018 – 13. Dezember 2018 1 Woche | 1                                    | Rúzsa Magdolna                       | Aduász                               | Zum fünften Mal seit 2006 steht Ex-Pop-Idol und ESC-Sängerin Magdi Rúzsa an der Spitze der Albumcharts. |
| 14. Dezember 2018 – 20. Dezember 2018 1 Woche (insgesamt 2) | 2                                    | Hooligans                            | Jég hátán                            | Zum vierten Mal in Folge und zum achten Mal insgesamt steht die Band aus Szerencs im Nordosten Ungarns im 21. Jahr ihres Bestehens auf Platz 1.                                                                                   |
| 21. Dezember 2018 – 3. Januar 2019 2 Wochen | 2                                    | Edda Művek                           | 44 év                                | Seit 44 Jahren gibt es die Rockband und obwohl im Schnitt fast jedes Jahr ein Album von Edda Művek in die Charts kommt, ist es erst das dritte Nummer-eins-Album in den letzten 28 Jahren. Dafür ist es das zweite in einem Jahr. |